# Casa Milà
La Casa Milà, llamada popularmente La Pedrera (que significa 'la cantera' en catalán), es un edificio modernista obra del arquitecto Antoni Gaudí, construido entre los años 1906 y 1910 en el distrito del Ensanche de Barcelona, en el número 92 del paseo de Gracia. La casa fue edificada por encargo del matrimonio Pedro Milá y Camps y Rosario Segimon, y Gaudí contó con la colaboración de sus ayudantes Josep Maria Jujol, Domingo Sugrañes, Francesc Quintana, Jaume Bayó, Juan Rubió, Enrique Nieto y José Canaleta, así como del constructor Josep Bayó i Font, que había trabajado con Gaudí en la Casa Batlló. Desde su apertura al público en 1987 ha recibido más de 20 millones de visitas (un millón cada año aproximadamente), convirtiéndola en uno de los diez lugares más visitados de Barcelona. En 2016 recibió 1,2 millón de visitantes, siendo el octavo monumento más visitado de España.
La Casa Milà es un reflejo de la plenitud artística de Gaudí: pertenece a su etapa naturalista (primera década del siglo XX), periodo en que el arquitecto perfecciona su estilo personal, inspirándose en las formas orgánicas de la naturaleza, para lo que puso en práctica toda una serie de nuevas soluciones estructurales originadas en los profundos análisis efectuados por Gaudí de la geometría reglada. A ello añade el artista catalán una gran libertad creativa y una imaginativa creación ornamental: partiendo de cierto barroquismo sus obras adquieren gran riqueza estructural, de formas y volúmenes desprovistos de rigidez racionalista o de cualquier premisa clásica.
Desde el año 2013, la Casa Milà es propiedad de la Fundació Catalunya-La Pedrera, que es la encargada de organizar exposiciones, actividades y visitas.

## Historia

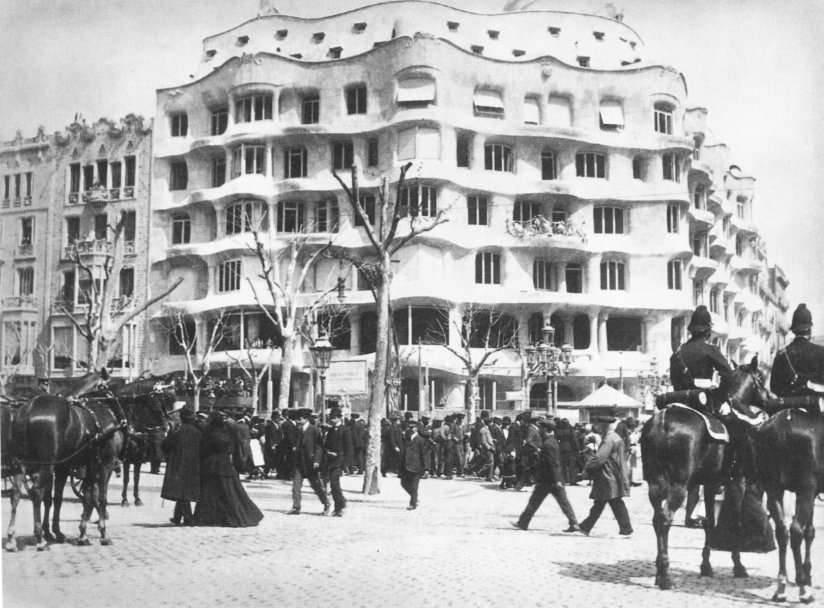
La Casa Milà en 1911, cuando aún no se habían colocado los balcones, excepto uno de muestra en la fachada del chaflán

La Casa Milà se encuentra en un chaflán del paseo de Gracia con la calle de Provenza, ocupado anteriormente por un chalet que hacía frontera entre los municipios de Barcelona y Gracia, antes de la anexión de esta villa a la ciudad condal en 1897. El chalet pertenecía a José Ferrer-Vidal y Soler, hermano de Luis Ferrer-Vidal y Soler, fundador de la Caja de Pensiones para la Vejez y de Ahorros de Cataluña y Baleares, y se formalizó la compra ante notario el 9 de junio de 1905. La zona se ubicaba en pleno Ensanche de Barcelona, proyectado por Ildefonso Cerdá y aprobado en 1859, con un sistema reticular de manzanas de viviendas con los ángulos recortados, con la previsión de edificar por dos lados y dedicar el resto a jardines, punto este último que finalmente no se llevó a cabo. Con el Ensanche, el paseo de Gracia se convirtió en una de las principales arterias de la ciudad, por lo que fue elegido por la burguesía catalana para fijar sus residencias, gracias a lo cual esta vía creció rápidamente y se convirtió en un hervidero constructivo donde desarrollaron su labor los mejores arquitectos de Barcelona. Cabe resaltar que en el mismo paseo de Gracia había construido Gaudí poco antes la Casa Batlló (1904-1906), y anteriormente había efectuado otras dos intervenciones hoy desaparecidas: la Farmacia Gibert (1879) y la decoración del bar Torino (1902).

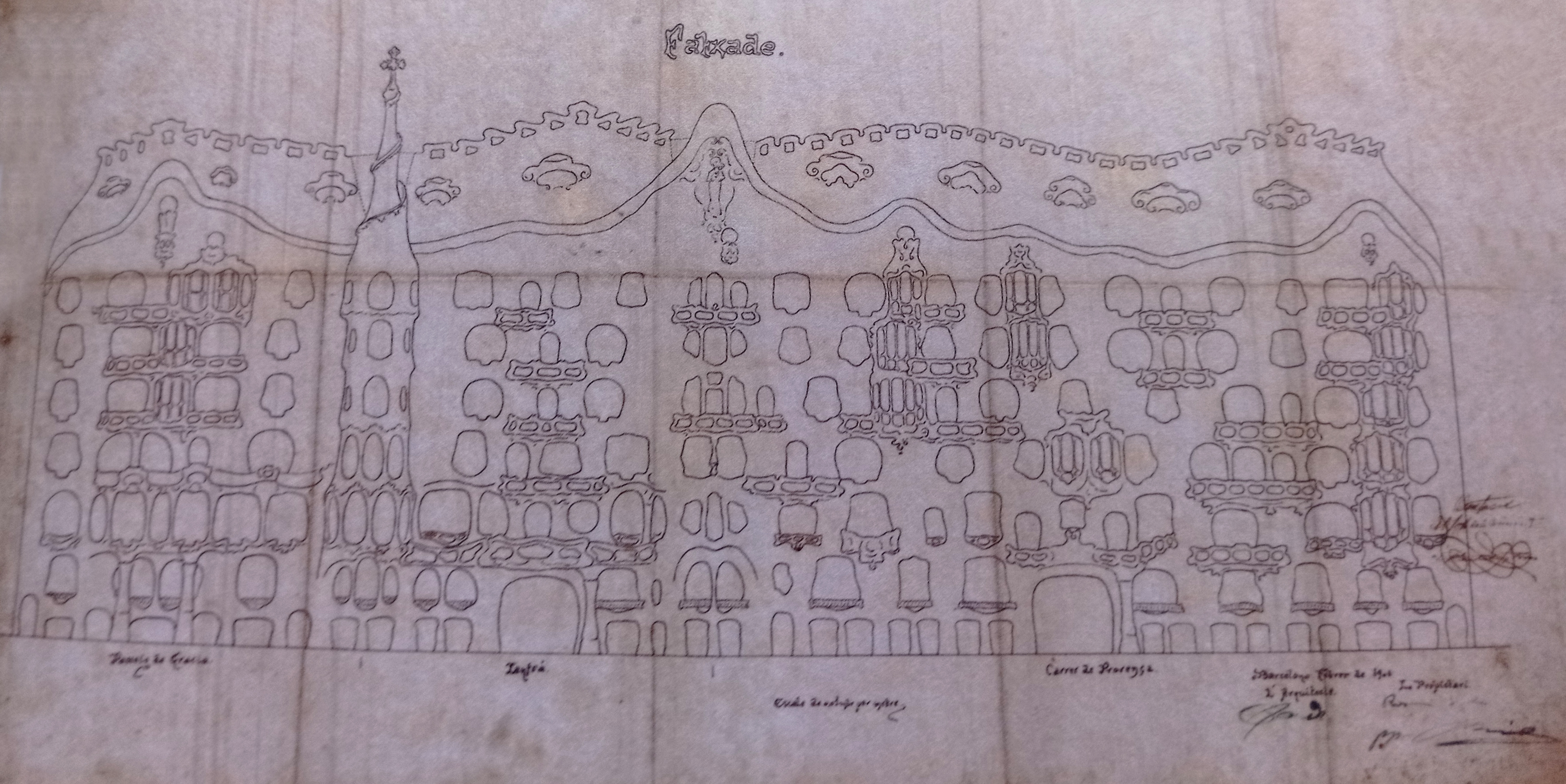
Alzado de la Casa Milà (1906)

En ese contexto, Gaudí recibió el encargo de construir una casa señorial de parte de Pedro Milá y Camps, un rico empresario cuyo padre, Pedro Milá y Pi, había forjado su fortuna en la industria textil. Milà amplió el negocio familiar y diversificó los sectores donde probó fortuna, siendo por ejemplo el promotor de la plaza de toros La Monumental. También se dedicó a la política, y fue diputado por parte de Solidaridad Catalana. El señor Milà estaba casado con Rosario Segimon, viuda de José Guardiola Grau, un indiano enriquecido en América con plantaciones de café, cuya fortuna heredó su mujer. Así pues, la pareja gozaba de una privilegiada posición, hecho que quisieron plasmar en una casa de diseño innovador y gran lujo de detalles. Para ello compraron el solar del paseo de Gracia en 1905, y encargaron el proyecto a Gaudí, entonces un arquitecto de gran renombre, que en aquella época trabajaba en diversos proyectos a la vez: el Templo Expiatorio de la Sagrada Familia (1883-1926), la Torre Bellesguard (1900-1909), el parque Güell (1900-1914), la Casa Batlló (1904-1906) y la restauración de la Catedral de Mallorca (1903-1914).
El proyecto de Milà era construir un edificio de grandes dimensiones, destinar el piso principal para su propia residencia y el resto en régimen de alquiler, algo habitual en la época. Asimismo, la planta baja, en su parte exterior, fue destinada a tiendas, siendo la primera una sastrería abierta en 1928. El 2 de febrero de 1906 se presentaron los planos en el ayuntamiento y se solicitó el permiso de obras. La construcción sufrió diversos retrasos, ya que el edificio superó en altura y anchura a lo establecido en las ordenanzas municipales, por lo que se impuso al señor Milà varias multas. Además, Gaudí abandonó la dirección de la obra en 1909 por divergencias con los Milà respecto a la decoración interior. La relación entre Gaudí y Milà se enfrió, y el arquitecto tuvo que llevar a juicio al promotor para cobrar sus honorarios (105 000 pesetas), que donó a los jesuitas. Para hacer frente al pago, el señor Milà tuvo que hipotecar la casa.
Desde el punto de vista administrativo también provocó alguna polémica cuando en diciembre de 1907 el ayuntamiento detuvo las obras porque un pilar ocupaba una parte de la acera sin respetar el alineamiento de las fachadas. Al serle comunicada la noticia a Gaudí, este respondió con su estilo irónico habitual:

Diles que si quieren cortaremos el pilar como si fuera un queso y en la pulida superficie restante esculpiremos una leyenda que diga: Cortado por orden del Ayuntamiento según acuerdo de la sesión plenaria de tal fecha.

Sin embargo, la suspensión de las obras no fue respetada y Gaudí continuó con su labor. El 28 de septiembre de 1909 se le abrió un nuevo expediente porque superaba la altura prevista y excedía el volumen construido en unos 4000 m³. El ayuntamiento reclamaba una multa de 100 000 pesetas (aproximadamente el 25 % del coste de la obra) o derribar el desván y la azotea. La polémica se solucionó un año y medio más tarde, el 28 de diciembre de 1909, cuando la Comisión del Ensanche certificó que se trataba de un edificio monumental y no se requería que se ajustara estrictamente a las ordenanzas municipales.

Salta a la vista que el edificio en cuestión, sea cual fuere su destino, tiene carácter artístico que lo separa de los demás edificios particulares, dándole fisonomía especial, a lo cual contribuye en parte principal la obra realizada separándose de los planos aprobados.

Tal solución satisfizo enormemente a Gaudí, que pidió una copia de la resolución para conservarla. Por último, en 1910 los Milà pidieron permiso al ayuntamiento para el alquiler de las viviendas del edificio, pero no fue concedido hasta octubre de 1912, cuando Gaudí certificó la finalización de las obras.

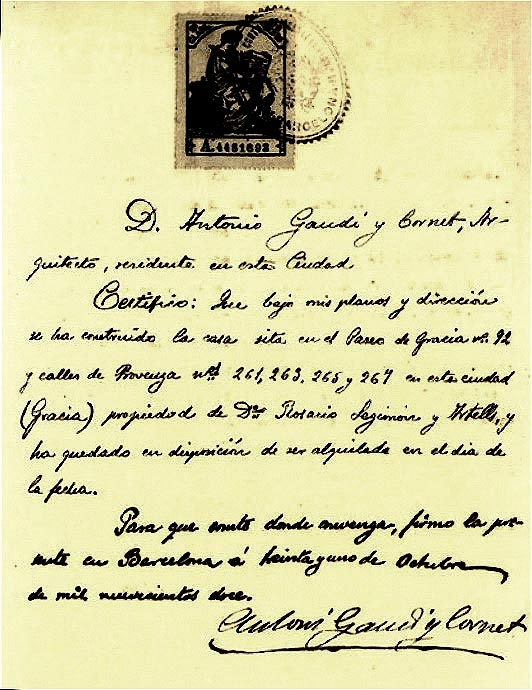
Certificado de finalización de las obras de puño y letra de Gaudí: «D. Antonio Gaudí y Cornet, arquitecto, residente en esta ciudad. Certifico: que bajo mis planos y dirección se ha construido la casa sita en el paseo de Gracia n^{o} 92 y calle de Provenza n^{os} 261, 263, 265 y 267 en esta ciudad (Gracia) y propiedad de Dña. Rosario Segimon y Artells, y ha quedado en disposición de ser alquilada en el día de la fecha. Para que conste donde convenga, firmo la presente en Barcelona a veintiuno de octubre de mil novecientos doce. Antoni Gaudí y Cornet»

El proceso de construcción fue relatado años después al historiador Joan Bassegoda por el constructor, Josep Bayó: primero se derribó parcialmente el anterior chalet, dejando una parte de la estructura como barraca de obras, donde los ayudantes de Gaudí pasaban a limpio los croquis que les iba dando el arquitecto; luego se rebajó el terreno en 4 metros, hasta la profundidad necesaria para el sótano; al cubrirse este, se pasó allí el taller de la obra, y se derribó el resto del chalet. Los cimientos se hicieron con hormigón de grava de piedra de Montjuïc mezclada con mortero de cal, sobre los que se levantaron los pilares, algunos de hierro colado y otros de ladrillo —para lo que se aprovecharon los ladrillos del anterior chalet—. Una vez terminado el sótano se procedió con la construcción del resto de pisos, mientras que se fue proyectando la fachada —que es autosustentante e independiente del resto del edificio—, a través de unas maquetas de yeso que modelaba el yesero Joan Bertran bajo la supervisión directa de Gaudí; esta maqueta fue posteriormente troceada y llevada como modelo a la obra, donde los picapedreros seguían fielmente su estructura. En todos los pisos se utilizó un sistema de jácenas y vigas de hierro dispuestas en forma de bóveda catalana, unidas mediante roblones y tornillos, sin necesidad de soldaduras. La fachada fue cubierta de piedras formando arcos de forma ondulada, que luego fueron retocadas por los picapedreros hasta conseguir la forma deseada por Gaudí. Por último, se realizó el desván, diseñado de forma independiente al resto del edificio, con un sistema de arcos catenarios de ladrillo, y por encima se situó la azotea, de forma escalonada dado las diferentes alturas de los arcos del desván.

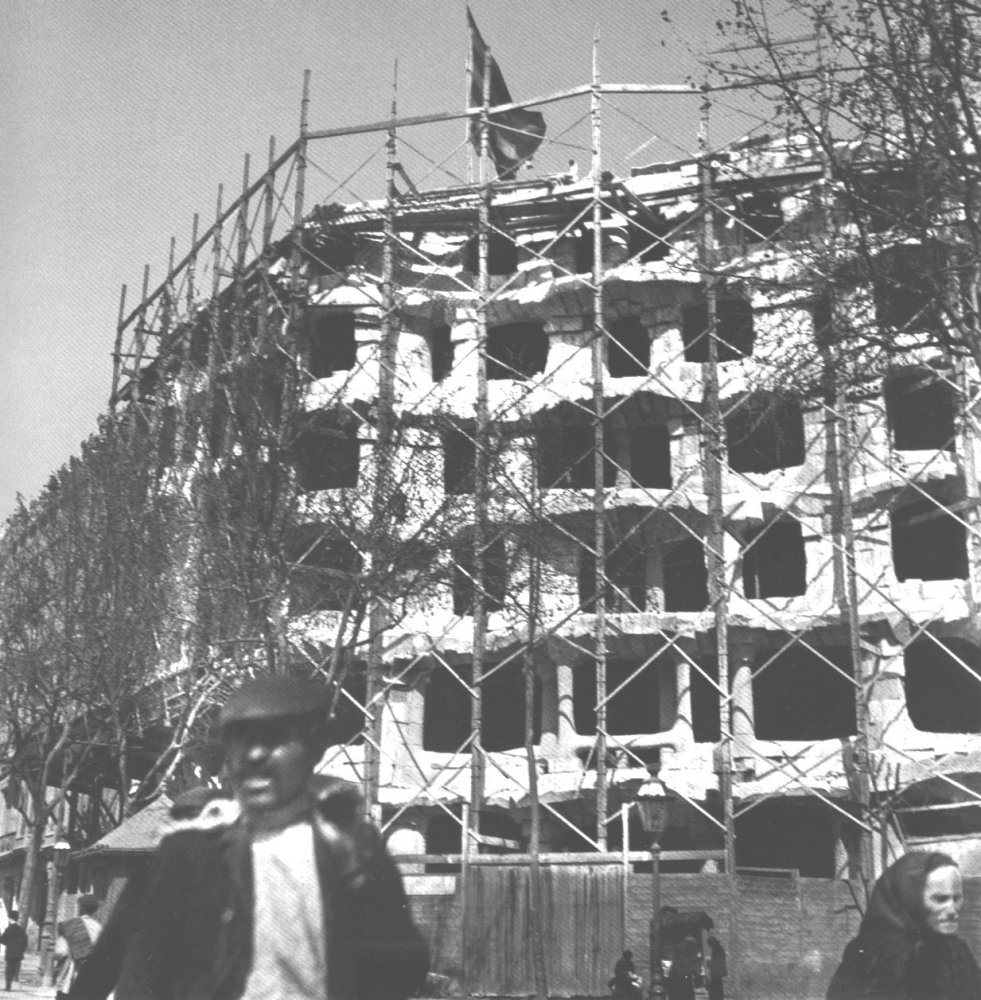
La Casa Milà en obras

Su propietario lo presentó al Concurso anual de edificios artísticos del Ayuntamiento de Barcelona, donde aquel año optaban dos obras de Enric Sagnier (calle de Mallorca, 264 y Córcega con Diagonal), la Casa Gustà, que era una vivienda particular del arquitecto Jaume Gustà, y la Casa Pérez Samanillo, obra de Joan Josep Hervàs. Aunque la más espectacular y claramente favorita era la Casa Milà, el jurado la descartó manifestando que «a pesar de estar terminadas las fachadas, falta mucho para que esté totalmente completada, ultimada y en perfecto estado de apreciación». La ganadora de 1910 fue la de Pérez Samanillo, actual sede del Círculo Ecuestre.
Durante la guerra civil española la Pedrera fue ocupada por el PSUC, cuyo secretario general, Joan Comorera, se instaló en el piso principal. Los Milà, que estaban veraneando en Blanes al estallido de la contienda, se pasaron al bando sublevado, y volvieron a su casa una vez terminada la guerra. En 1940 falleció Pedro Milá, y pocos años después, en 1946, su mujer vendió el inmueble a la Inmobiliaria CIPSA (Compañía Inmobiliaria Provenza, S. A.), si bien siguió viviendo en su piso hasta su fallecimiento en 1964.
La Pedrera ha sufrido diversas vicisitudes: en 1927 Rosario Segimon ordenó al constructor Josep Bayó la remodelación del interior del piso principal, y se perdió la decoración efectuada por Gaudí; en 1932 se transformaron las carboneras en tiendas, eliminando las rejas de hierro que separaban el semisótano y la calle; en 1954 la Inmobiliaria CIPSA construyó trece apartamentos en el desván, a cargo del arquitecto Francisco Juan Barba Corsini; en 1966 se transformó la planta noble en oficinas, con la firma de Leopoldo Gil Nebot; entre 1971 y 1975 se efectuó una primera restauración a cargo de José Antonio Comas de Mendoza. En 1986 lo adquirió la Caixa de Catalunya, que ha efectuado continuadas obras de conservación y restauración (1987-1996, a cargo de José Emilio Hernández Cros y Rafael Villa) y la mantiene abierta al público para su visita, para lo que se puede entrar en las viviendas de la planta cuarta, el desván y la terraza. Las demás plantas están ocupadas por oficinas o todavía por algunas familias residentes.
La Casa Milà fue declarada Monumento Histórico-Artístico de Carácter Nacional en 1969, y en 1984 la Unesco la incluyó dentro del Lugar Patrimonio de la Humanidad Obras de Antoni Gaudí, junto con el Palacio Güell, el parque Güell y la cripta de la Colonia Güell.

## Descripción

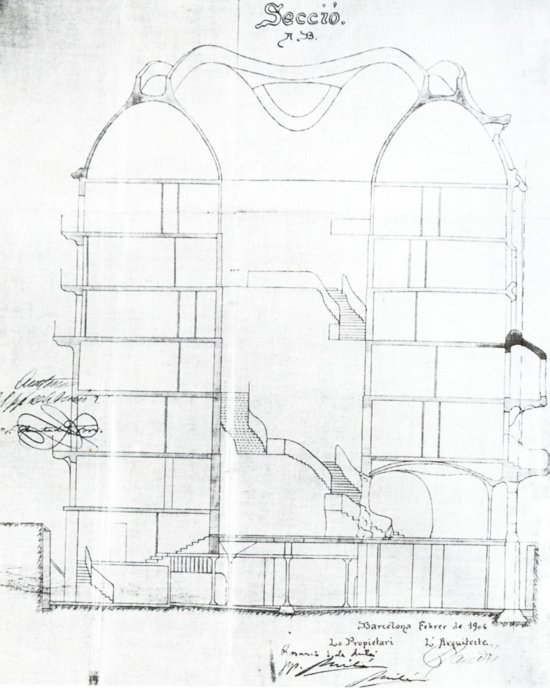
Sección de la Casa Milà, de la mano de Gaudí (1906)

El edificio se construyó sobre un solar de 34 por 56 metros, con 1835 m² de superficie. Consta de seis plantas articuladas alrededor de dos patios interiores, uno circular y otro oval, más un sótano, un desván y la azotea. Esta estructura acoge dos edificios adosados e independientes, cada uno con su propia puerta de acceso y su propio patio de luces, que están comunicados únicamente en la planta baja. Sin embargo, la fachada presenta una estructura unitaria y común a ambos edificios. La estructura de carga está formada por columnas de ladrillo macizo y piedra. Las paredes divisorias no tienen función estructural, por lo que su diseño varía de una planta a otra. La estructura interior de pilares y jácenas conecta con la exterior de piedra mediante unas vigas metálicas curvadas a todo lo largo del perímetro de cada planta.
El sótano, donde se sitúa un garaje, contiene un gran pilar de hierro del que parten diversas vigas igualmente de hierro que sostienen el patio circular, situado inmediatamente encima. La fachada tampoco cumple una función estructural, sino de revestimiento, por lo que su diseño y ornamentación presentan una acusada libertad creativa, con formas ondulantes que evocan el oleaje marino y generan diversas sensaciones lumínicas según la hora del día. Los balcones son de hierro forjado, con una decoración de motivos abstractos y fitomorfos. Gaudí utilizó un tipo de baldosas hexagonales de cerámica (conocidas como losetas Gaudí) con motivos nuevamente marinos (algas, estrellas de mar, caracolas), realizados por la empresa Escofet, para pavimentar las habitaciones de servicio de la Casa Milà (el arquitecto las había diseñado inicialmente para pavimentar los suelos de la rehabilitación de la Casa Batlló). Esta baldosa fue elegida posteriormente para pavimentar el paseo de Gracia barcelonés.

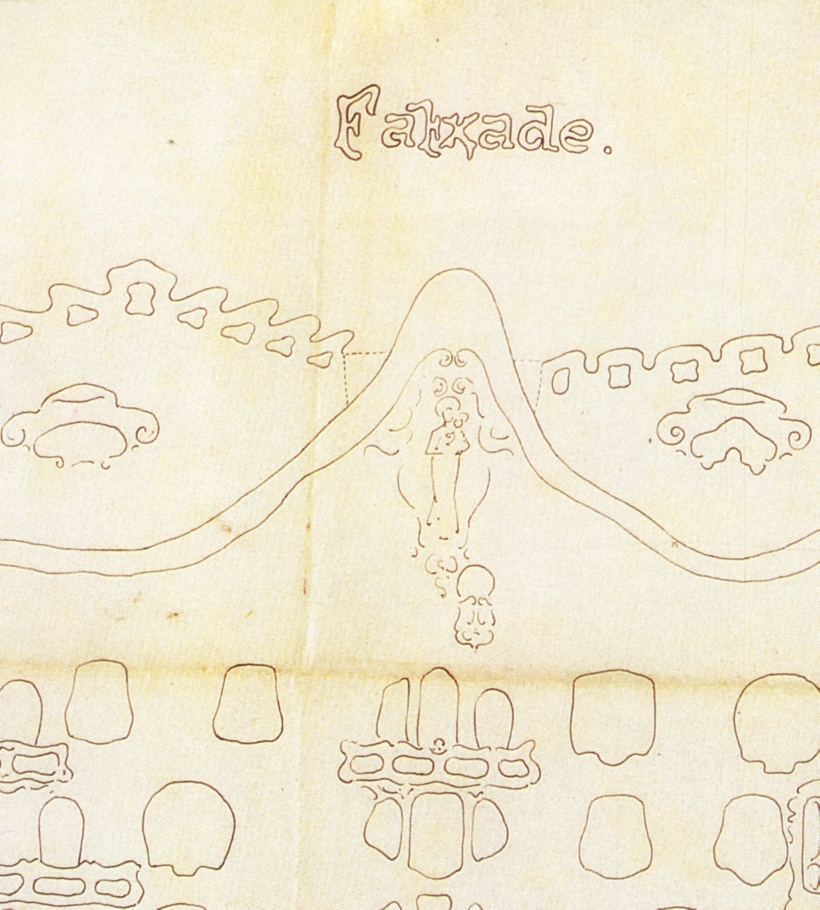
Fragmento del alzado de la Casa Milà presentado por Gaudí en el ayuntamiento en 1906. En este dibujo aparece el proyecto escultórico de la Virgen del Rosario en un edículo rematando la fachada del edificio. Sin embargo, posteriormente se pensó en una figura exenta que coronaría el edificio, proyecto esbozado por Carles Mani que finalmente no se llevó a cabo

El conjunto, por lo innovador, es una típica obra gaudiniana en la que las líneas geométricas son sólo rectas formando planos curvos. Toda su fachada está realizada en piedra calcárea, salvo la parte superior, que está cubierta de azulejos blancos, cuya combinación evoca una montaña nevada. En la azotea se encuentran grandes salidas de escalera rematadas con la cruz gaudiniana de cuatro brazos, y chimeneas recubiertas de fragmentos de cerámica, con la apariencia de cabezas de guerreros protegidas por yelmos. Cabe destacar la belleza del hierro forjado de sus balcones, que simulan plantas trepadoras, obra de los hermanos Lluís y Josep Badia i Miarnau.
De formas orgánicas, la Casa Milà evoca sin lugar a dudas la naturaleza: diversos estudiosos han percibido en la Pedrera formas que recuerdan los riscos de Fra Guerau en la sierra de Prades cerca de Reus, el torrente de Pareis al norte de Mallorca o Sant Miquel del Fai en Bigues i Riells, todos ellos lugares visitados por Gaudí.
Gaudí había asignado a la Pedrera un alto simbolismo religioso: en la cornisa superior, de forma ondulada, tiene esculpidos capullos de rosa con inscripciones del Ave María en latín (Ave Gratia M plena, Dominus tecum). Además, según el proyecto original la fachada habría estado rematada por un grupo escultórico de piedra, metal y cristal con la Virgen del Rosario con el Niño Jesús en brazos, rodeada de los arcángeles Miguel —con una espada derrotando a Satanás, enroscado en una bola del mundo situada a los pies de la Virgen— y Gabriel —con un lirio símbolo de pureza—, de 4 metros de altura. Se hizo un boceto a cargo del escultor Carles Mani, primero en barro a escala 1:10 y luego en yeso en su tamaño definitivo, que estaba listo para fundirse en bronce en marzo de 1909; pero debido a los sucesos de la Semana Trágica de 1909 se abandonó el proyecto.
La decoración interior corrió a cargo de Josep Maria Jujol y los pintores Aleix Clapés, Iu Pascual, Xavier Nogués y Teresa Lostau. En el terreno escultórico trabajaron Carles Mani y Joan Matamala, autores de las inscripciones en relieve de la fachada, así como las columnas de la planta principal y otros elementos decorativos. Se encuentran a menudo detalles ornamentales marinos, como los falsos techos de yeso que simulan olas de mar, así como pulpos, caracolas y flora marina. Pedro Milá encargó la dirección de la decoración pictórica a Aleix Clapés, motivo de la ruptura definitiva entre Gaudí y el matrimonio Milà, ya que el arquitecto había encargado la decoración al pintor manresano Lluís Morell i Cornet —que llegó a efectuar algunas pinturas en las paredes de las escaleras de servicio—, que, sin embargo, no era del agrado de los Milà. Por ello, Gaudí abandonó la dirección del proyecto, que fue concluido por sus ayudantes.

### Fachada

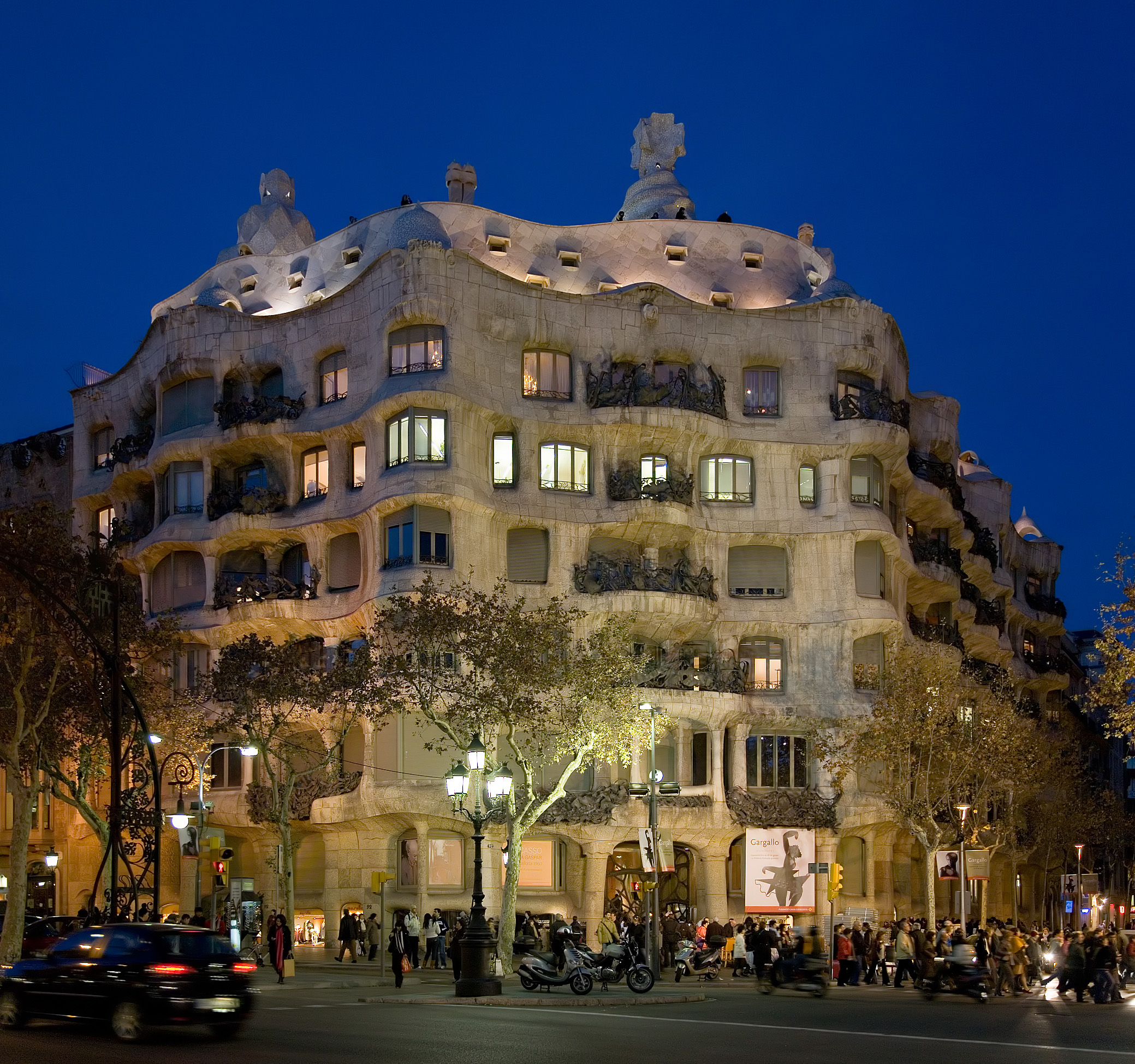
Fachada de la Casa Milà

La Casa Milà tiene tres fachadas, una en el paseo de Gracia, otra en la calle de Provenza, y otra que hace chaflán, siguiendo el esquema habitual del Ensanche proyectado por Cerdà. Sin embargo, las tres presentan una continuidad formal y estilística que, por su forma sinuosa y ondulada, parece una roca modelada por las olas del mar. El conjunto de entrantes y salientes imprime un dinamismo al conjunto que le otorga la sensación de estar en movimiento, a la vez que crea un juego de luces y sombras en constante cambio según la hora del día o la posición del espectador. Además de la forma ondulante de los muros de la fachada, la presencia de 33 balcones de hierro forjado, con una original forma similar a algas marinas, convierten el conjunto en una obra casi escultórica de gran tamaño. La mayoría de barandillas tiene una forma más bien abstracta, aunque se encuentran algunos detalles puntuales como una paloma, una máscara de teatro, una estrella de seis puntas, diversas flores y el escudo catalán.
Las tres fachadas, de 30 metros de altura, contienen 150 ventanas, con diferentes soluciones estructurales, formas y tamaños, siendo más grandes las inferiores y más pequeñas las superiores, que reciben más luz. La piedra utilizada para su construcción tiene dos procedencias, una más dura, del Garraf, en la parte inferior; y otra menos dura, de Villafranca del Panadés, en la parte superior. Ambas dan un acabado en color blanco crema, que genera diversas tonalidades según la luz incidente, y están acabadas con una textura rugosa, que proporciona un aspecto orgánico.

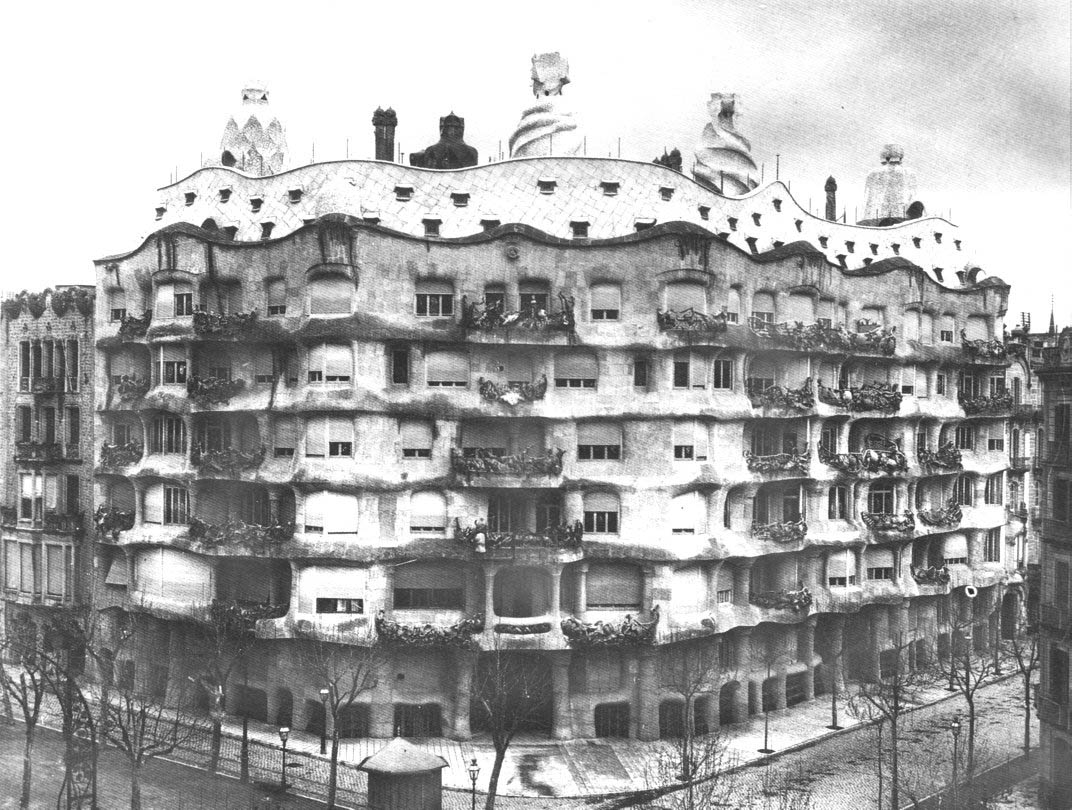
La Casa Milà en una foto publicada en Revista Nova, Barcelona (23 de mayo de 1914)

- Fachada del paseo de Gracia: orientada al sudoeste, tiene 21,15 metros de largo y 630 m² de superficie, con nueve balcones que dan a la calle. Está coronada con la palabra Ave del Ave María, con una decoración en relieve de lirios, símbolo de la pureza de la Virgen. Es la única que no tiene puerta de acceso. La parte perteneciente a esta fachada de la planta baja estaba destinada a carbonera, y originalmente tenía rejas, que fueron retiradas cuando se transformó en tiendas comerciales.[35]
- Fachada del chaflán: tiene 20,10 metros de largo, y al ser la central es la más conocida del edificio. Alberga una de las dos puertas de acceso, flanqueada por dos grandes columnas (habitualmente apodadas «patas de elefante») que sostienen la tribuna del piso principal, el del matrimonio Milà. Al parecer, para el conjunto de puerta y tribuna Gaudí se inspiró en la obra de un arquitecto barroco madrileño, Pedro de Ribera. El techo de la tribuna tiene una claraboya para proporcionarle luz, bajo la que se sitúa una concha esculpida. En la parte superior de la fachada se encuentra una rosa en relieve, y la inicial M de María, que habrían sido la base de la escultura de María y los arcángeles que finalmente no se colocó. En los dos laterales del chaflán se encuentran en la parte superior las palabras Gratia y Plena del Ave María.[36]
- Fachada de la calle Provenza: tiene 43,35 metros de largo, por lo que es la más extensa, y cuenta con una puerta de acceso al edificio. Orientada al sureste, recibe luz prácticamente todo el día, por lo que Gaudí la diseñó con más ondulaciones que en las otras dos fachadas, así como unos balcones más sobresalientes, para crear más sombra. En la parte superior se sitúan las palabras Dominus y Tecum del Ave María.[37]

Junto a estas fachadas hay que mencionar la fachada posterior, que da al patio interno de la manzana formada por el paseo de Gracia y las calles de Provenza, Rosellón y Pau Claris, no visible para el público en general, ya que sólo tienen acceso los vecinos. Tiene 25 metros de largo, con una superficie de 800 m². Más sobria que la fachada principal, presenta, sin embargo, la misma forma ondulatoria, con un desfase entre los distintos pisos que forman entrantes y salientes, emulando el oleaje marino, con unas grandes terrazas con barandillas de hierro de ligero diseño en forma de rombos, que permiten el paso de la luz. Esta fachada está elaborada con un rebozado de cemento y cal estucados de color marrón rojizo.

### Interior

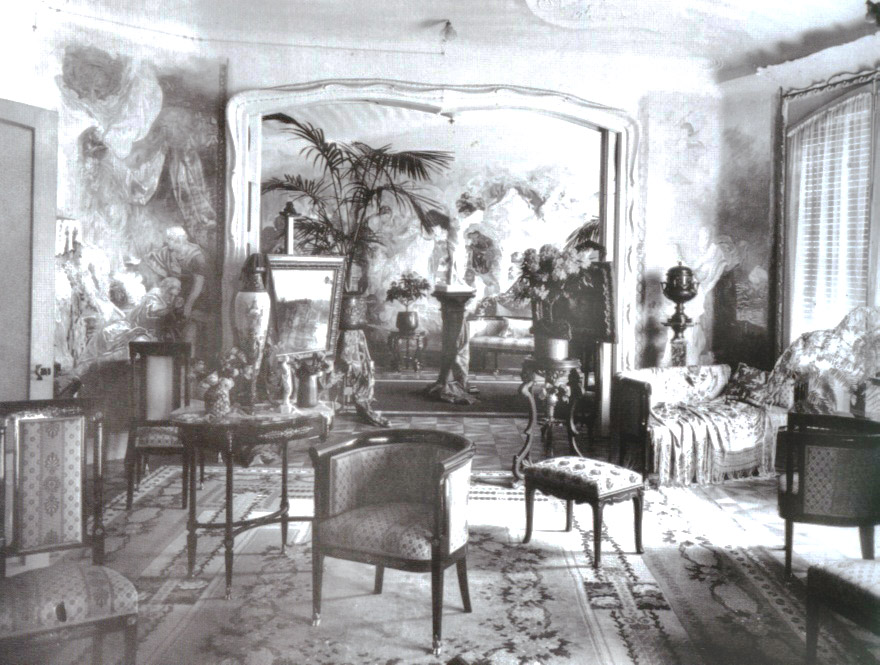
Interior

El interior de la Casa Milà está diseñado de forma funcional para una comunicación fluida entre las diversas partes del edificio. Para ello, la planta baja presenta dos accesos con vestíbulos que comunican exterior e interior, y que conectan con los dos patios de luces, favoreciendo igualmente el tránsito interior entre las dos zonas del edificio. Los dos amplios portales permiten el paso de los vehículos, que tras los vestíbulos de entrada pueden acceder al garaje inferior a través de unas rampas que dan al sótano. Para el acceso a las viviendas, Gaudí priorizó el uso de ascensores, reservando las escaleras como acceso auxiliar y para servicios comunes. Sin embargo, para el acceso al piso principal colocó dos grandes escalinatas, decoradas con pinturas murales.
Las dos puertas de entrada están realizadas en hierro forjado y vidrio, de tal forma que actúan a la vez como puerta y como verja de seguridad. Su diseño es orgánico, con una serie de estructuras de diversa forma que pueden recordar diversos diseños elaborados por la naturaleza, como caparazones de tortuga, alas de mariposa o tejidos celulares. Su estructura amplia y diáfana permite el paso de la luz con facilidad, e ilumina con profusión los vestíbulos interiores. Los portales dan acceso a los dos vestíbulos, uno en el paseo de Gracia y otro en la calle de Provenza. Estos vestíbulos dan acceso tanto al garaje como a los pisos superiores, y al ser concebidos para el paso de tránsito rodado están circunvalados por una acera para peatones. El mayor es el del paseo de Gracia (60 m²), que presenta un techo ondulado, parecido al de una caverna. El de la calle de Provenza es similar en diseño, aunque de menor tamaño (44 m²), y presenta como singularidad una garita destinada al portero, elaborada con una fina estructura de hierro y con vidrios tallados con motivos florales. Uno de los elementos más destacados de los vestíbulos es la decoración con pinturas murales, realizadas por Aleix Clapés con motivos ornamentales y temas de inspiración mitológica, como algunas escenas de Las metamorfosis de Ovidio, para las que se inspiró en unos tapices del Palacio Real de Madrid. También figuran otras temáticas, como los siete pecados capitales y diversos episodios de La vida es sueño, de Pedro Calderón de la Barca. Estas pinturas fueron restauradas entre 1991 y 1992 por Gianluigi Colalucci, jefe de restauración de los Museos Vaticanos y encargado anteriormente de la restauración de la Capilla Sixtina.

Pinturas de Aleix Clapés
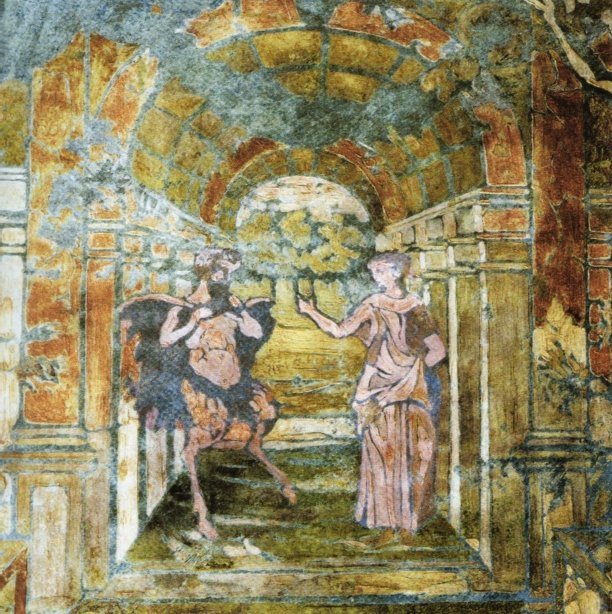
Pan, el dios de los pastores y rebaños
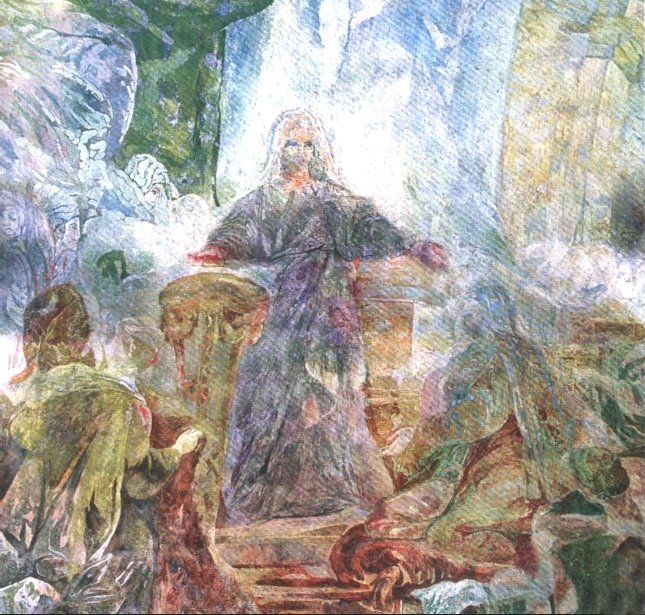
Casandra, la profetisa troyana
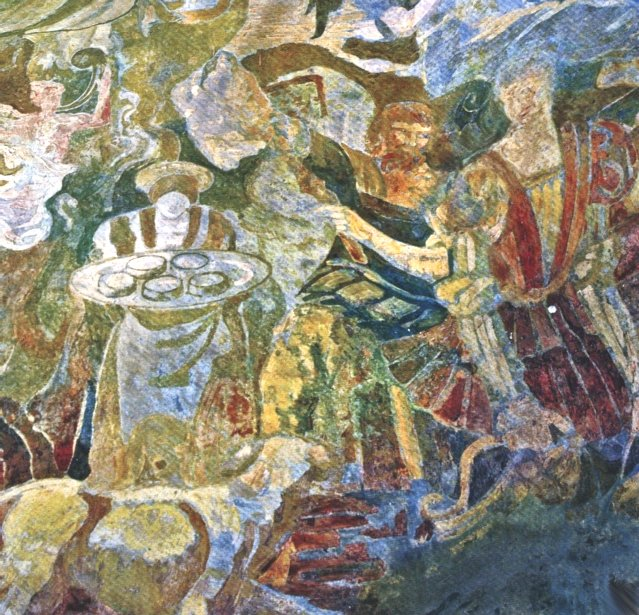
La gula, uno de los pecados capitales
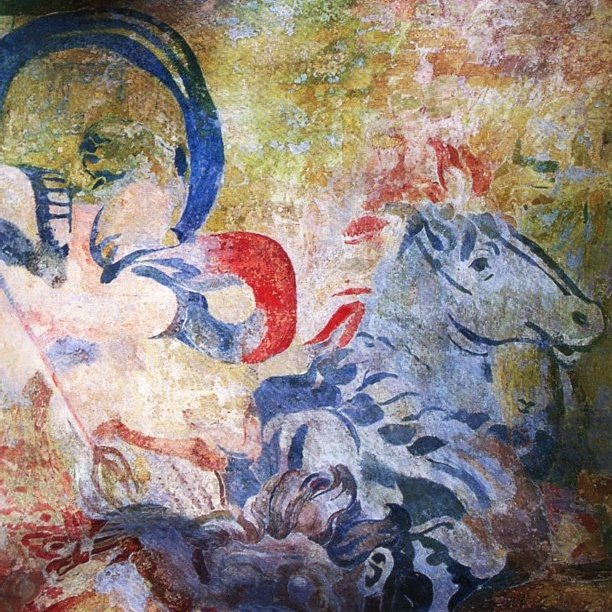
La ira, otro de los pecados

El acceso a las viviendas se articula a través de dos grandes patios de luces, que permiten una amplia iluminación y ventilación para todos los pisos. Así, la cara interna de los pisos presenta una nueva fachada con amplios ventanales y barandillas de hierro, con un sistema de columnas cilíndricas en los dos primeros pisos, sustituidas por mampostería revocada en los superiores. El patio del paseo de Gracia tiene forma cilíndrica, con una superficie de 90 m², mientras que el de Provenza presenta forma elíptica, con 150 m². Es de destacar la decoración de las paredes, que están pintadas con tonalidades de ocre y amarillo, y presentan algunos murales de intenso cromatismo, con diversos diseños inspirados en motivos florales y tapices flamencos, realizados en su mayor parte por Xavier Nogués.

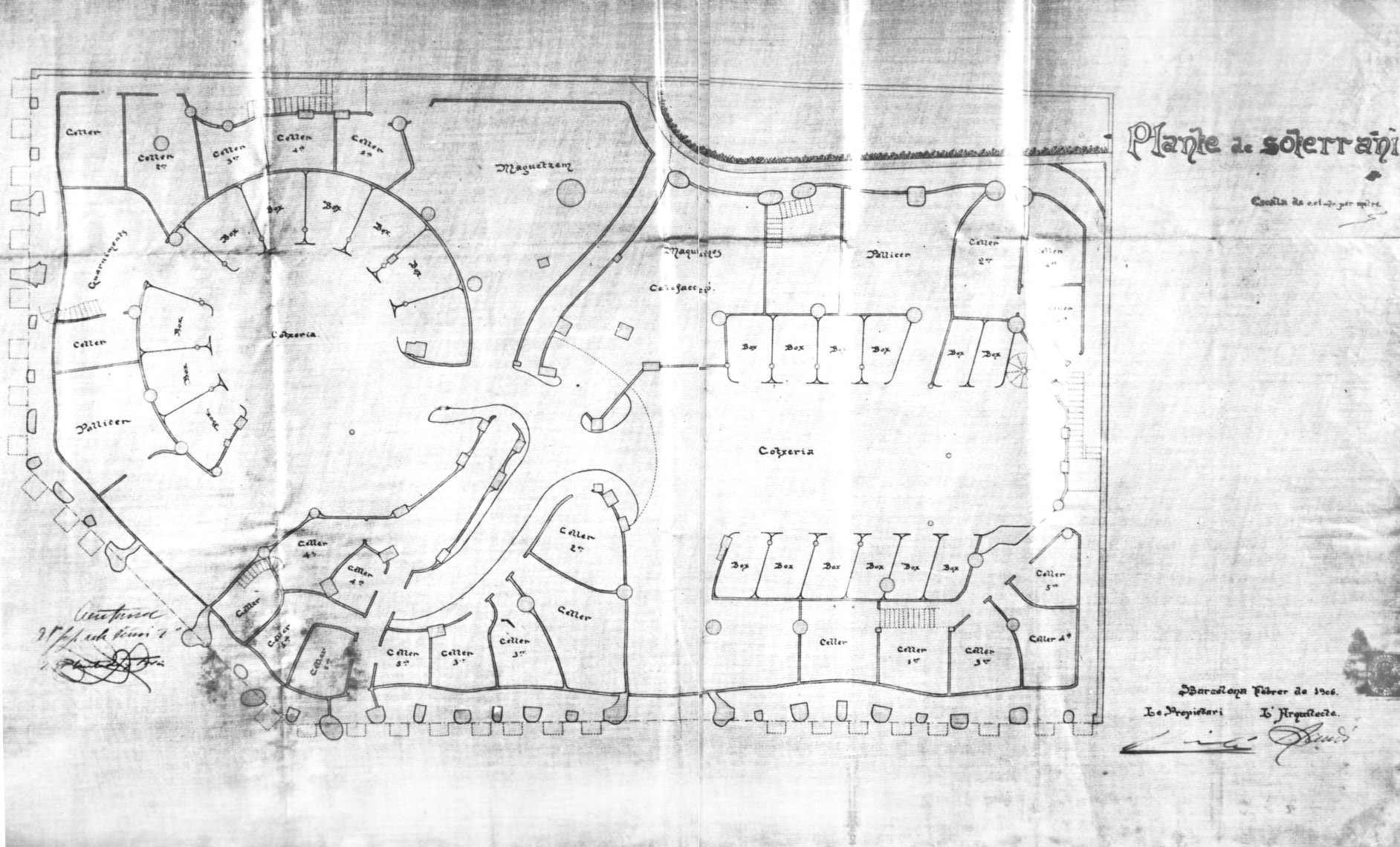
Planta del sótano

La estructura de pisos de la Casa Milà arranca de un sótano destinado a garaje y trastero, al cual se accede desde los vestíbulos de entrada por unas rampas de forma helicoidal, que salvan un desnivel de 4,70 metros. Presenta una estructura de 90 columnas de piedra, hierro y ladrillo, que sostienen el edificio. Esta planta contenía además la sala de máquinas para la calefacción, así como diversas zonas de servicios comunes. Los vecinos accedían por unas escaleras auxiliares, contando cada uno con una plaza de garaje y un trastero. Tras una rehabilitación efectuada en 1994, el sótano se convirtió en un auditorio y sala polivalente. Entre el sótano y la planta baja se sitúa un semisótano originalmente destinado a carboneras, pero que posteriormente fue ocupado por tiendas, para lo cual se retiraron las rejas de hierro instaladas según el proyecto de Gaudí. En este semisótano se situaba igualmente un pequeño túnel que circundaba todo el edificio y donde estaban ubicadas las canalizaciones de servicio, tuberías de gas y cables eléctricos.

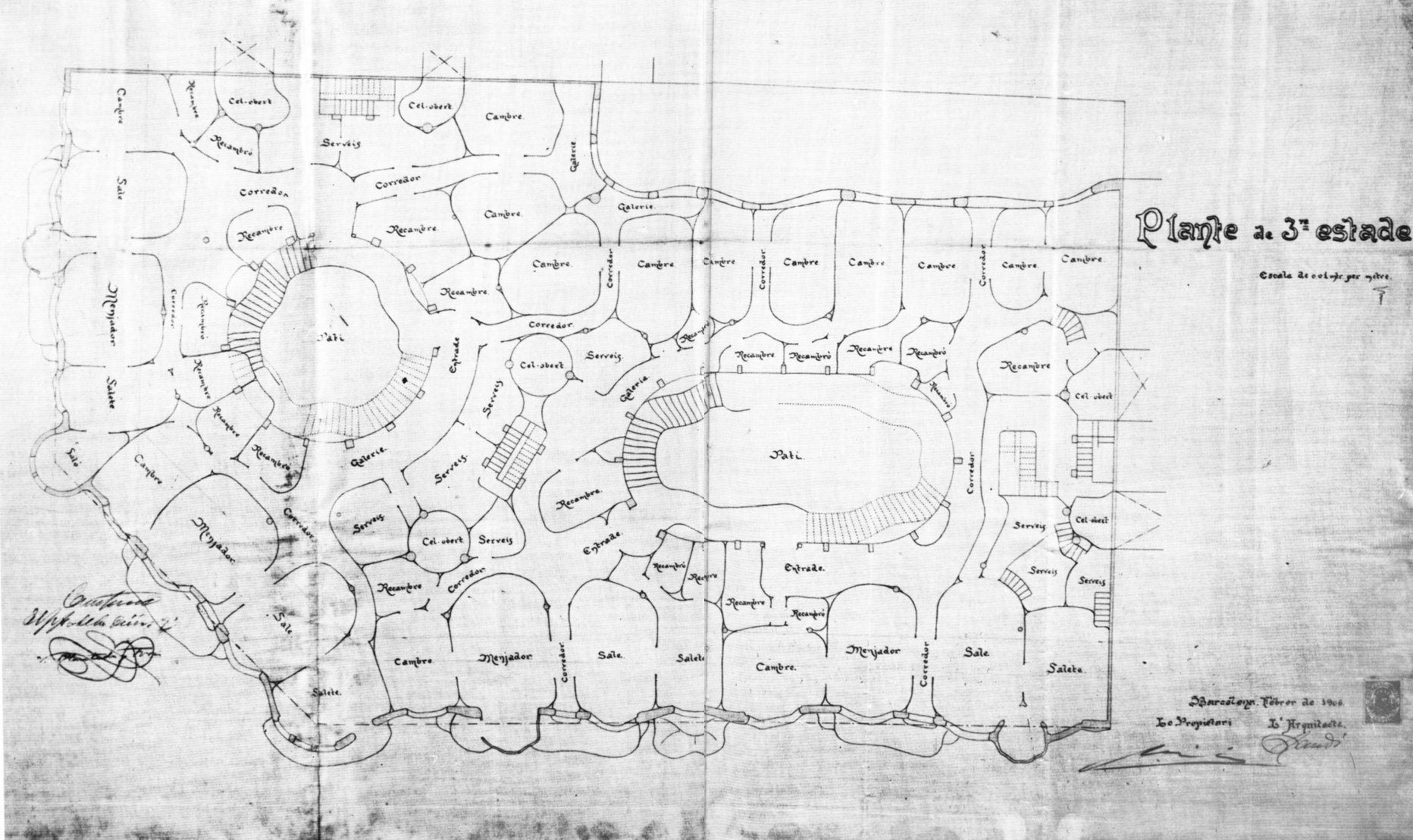
Planta del tercer piso

Los pisos de viviendas fueron diseñados por Gaudí de tal forma que pudiesen amoldarse fácilmente a las necesidades de los inquilinos, ya que al no tener muros de carga los espacios son intercambiables y adaptables. Así, todas las plantas y casi todos los pisos presentan estructuras diferentes, que han ido evolucionando con el paso del tiempo: por ejemplo, el piso principal, la vivienda del matrimonio Milà, fue posteriormente una oficina, luego un bingo y actualmente es una sala de exposiciones. Esta vivienda, la principal del edificio, tenía 1323 m², con accesos tanto por el paseo de Gracia como por la calle de Provenza, a través de ascensor o de dos amplias escalinatas que parten del vestíbulo de entrada. Contaba con más 35 espacios de uso diverso, entre los que destacan el recibidor, un oratorio, una sala de recepción, el despacho del Sr. Milà, el comedor y el dormitorio principal; algunas habitaciones recibían nombres especiales, como la «sala morada» o la «sala china». Cabe destacar los diferentes pavimentos proyectados por Gaudí según su función: placas de piedra de La Cenia para corredores y vestíbulos, parqué para salones y habitaciones, y baldosas hidráulicas para cocinas y baños.
La decoración de la vivienda principal fue una de las más lujosas y detalladas del edificio, a cargo de Josep Maria Jujol, quien diseñó el mobiliario y diversos elementos decorativos, así como algunos detalles en relieve en columnas y techos, siempre bajo la supervisión de Gaudí. Destaca un pilar con la inscripción latina charitas (caridad), junto a las palabras en catalán perdona (perdona) y oblida (olvida), envueltas de diversos elementos, como una rosa, una cruz, un alevín de pez, una medusa, una flor de loto, un huevo y una M (de María) coronada; asimismo, la i de oblida tiene forma de espermatozoide. En la misma columna, más abajo, se lee tot lo bé creu («todo el bien cree»), y en la o de lo aparece una concha. En otra columna aparece un laúd, en otra un arpa, y en otra una paloma mensajera y una mesa dispuesta para un banquete. En los cielos rasos y las molduras, elaborados en yeso, Jujol realizó varios diseños abstractos o de inspiración naturalista —como ondulaciones marinas—, así como diversas figuras, símbolos e inscripciones, como la M de María, la frase encara som lliures («todavía somos libres») o varios versos de poemas y canciones populares catalanas. A la propietaria, Rosario Segimon, no le gustaba esta decoración, por lo que la mandó tapar con yeso tras la muerte de Gaudí, en 1926.

Ejemplo de piso modernista de la Pedrera
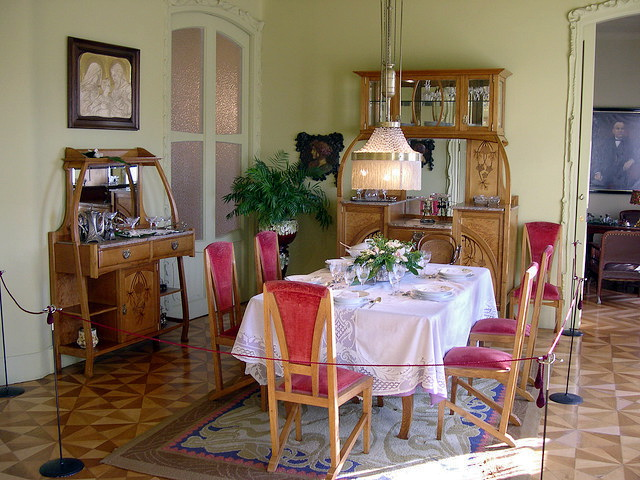
Comedor
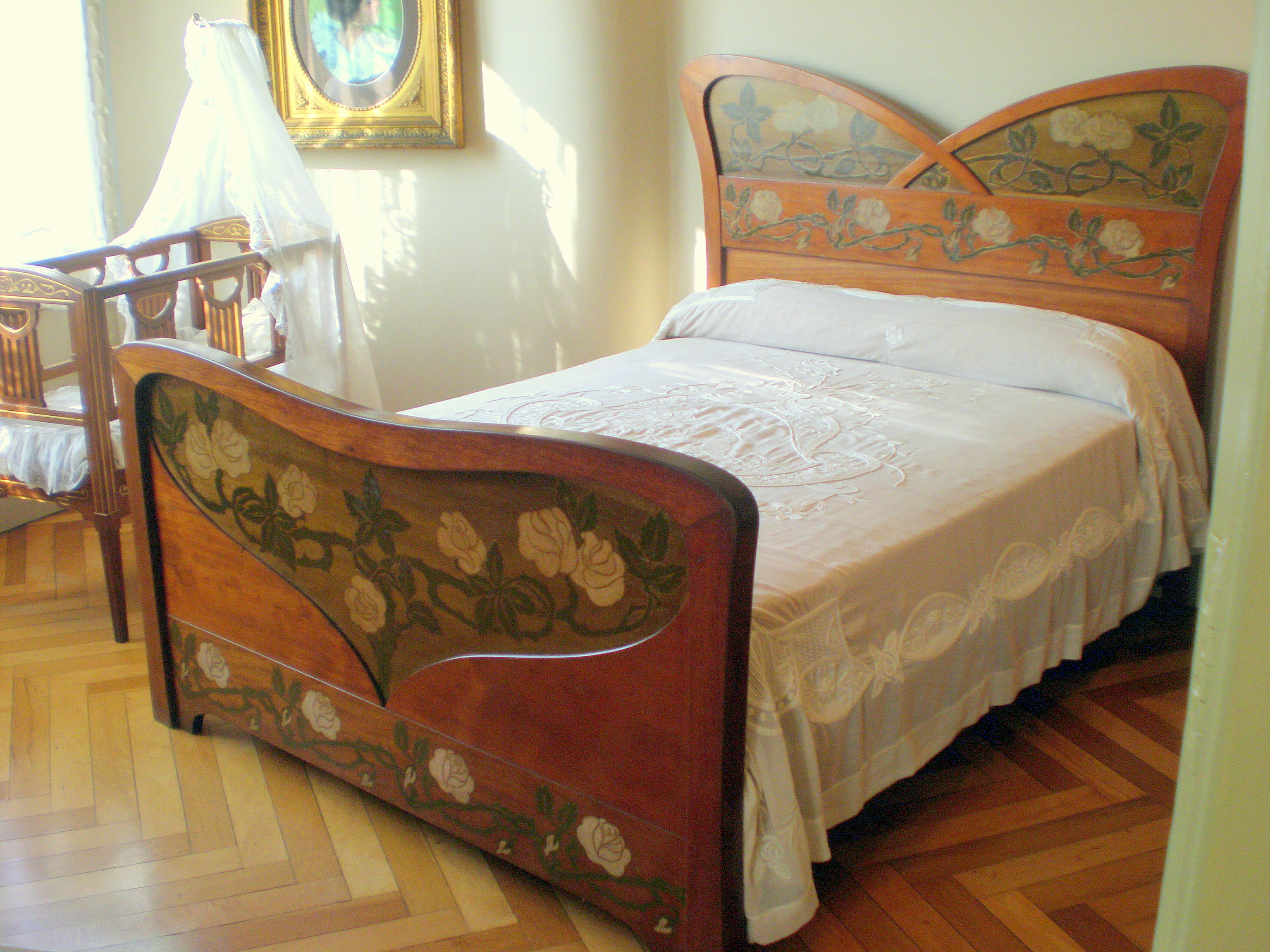
Habitación
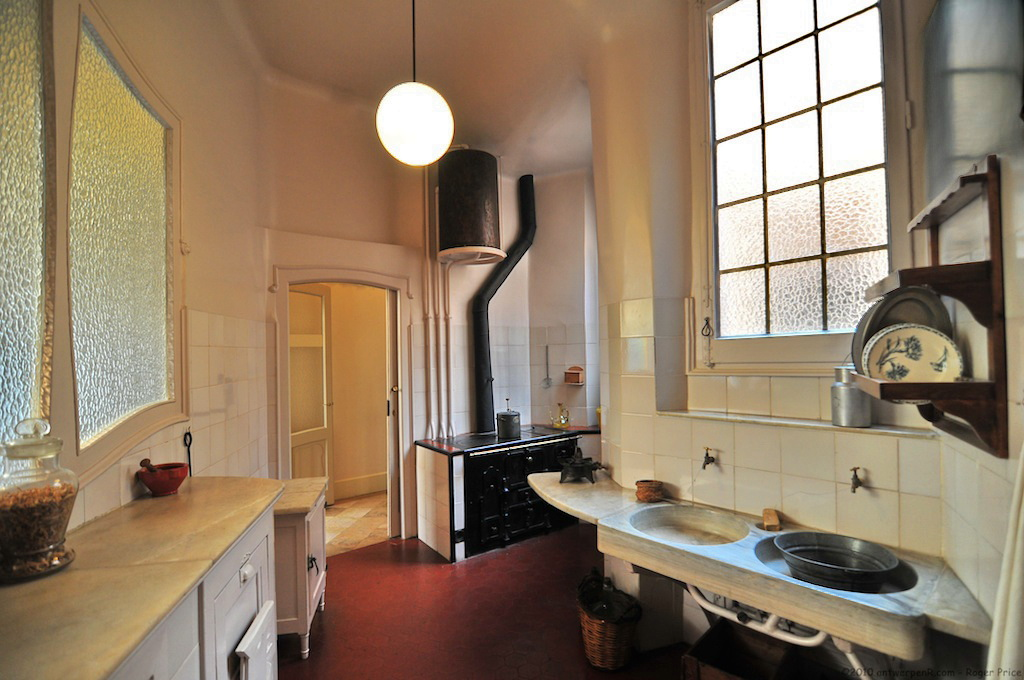
Cocina
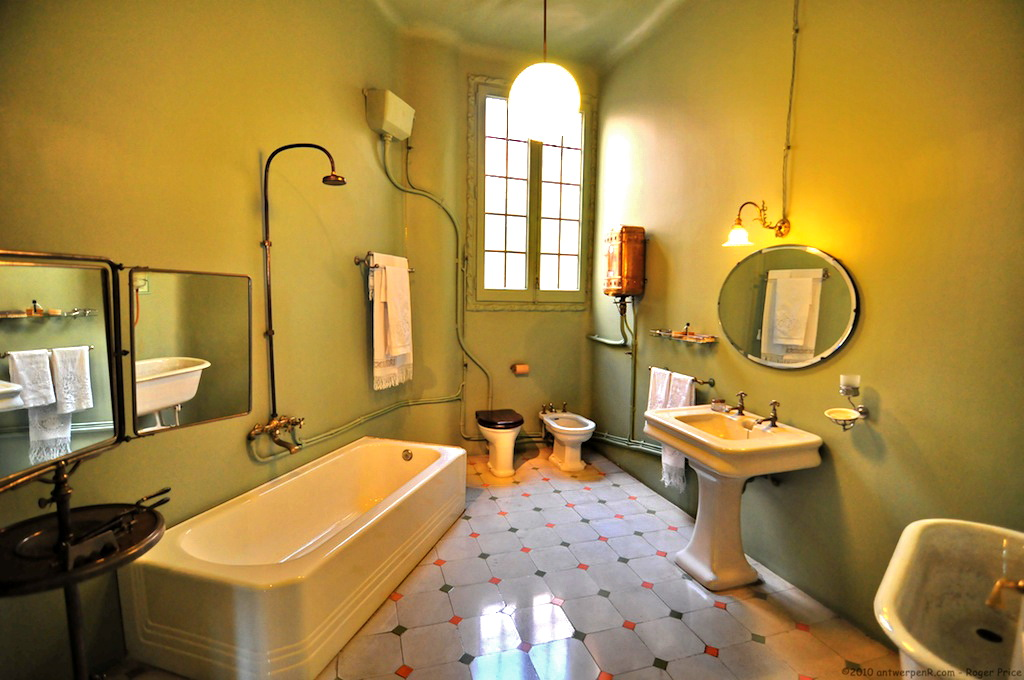
Baño

El resto de viviendas, destinadas a alquiler, fueron proyectas por Gaudí con el mismo esmero, por lo que cuidó hasta el último detalle e intervino en numerosos casos en elementos decorativos y mobiliario. Por lo general, los salones y dormitorios de cada vivienda dan a la calle, mientras que las zonas de servicio se orientan a los patios interiores. En la primera planta existen tres viviendas de unos 440 m² cada una; en la segunda y tercera se sitúan cuatro viviendas, una que da al paseo de Gracia, otra al chaflán y dos a la calle de Provenza; y en la cuarta hay tres viviendas, una que ocupa la zona del paseo de Gracia y el chaflán, y dos correspondientes a la calle de Provenza. Gaudí incluyó para todas ellas todos los adelantos y comodidades para la época, como luz eléctrica, calefacción y agua caliente; además, cada vivienda tenía una plaza de garaje y un trastero en el sótano y un lavadero en el desván. El arquitecto cuidó al máximo todos los detalles, especialmente puertas y ventanas, diseñadas con un estilo ornamental plenamente modernista, tal como dictaban los cánones estilísticos de la época. Por lo general, estos diseños tenían inspiración orgánica, como gotas de agua, remolinos, medusas, estrellas de mar, algas y flores. Otro elemento destacado son las molduras de yeso en los marcos de las puertas y en los arcos interiores de las viviendas, con diversos diseños originales con formas orgánicas o abstractas. Gaudí incluso diseñó los picaportes de las puertas, realizados en bronce con diseños nuevamente innovadores y originales, con formas casi escultóricas. También elaboró numerosos diseños de mobiliario, algunos de los cuales se pueden ver en el piso de muestra del edificio.
La última planta es el desván, que Gaudí concibió de forma independiente al resto del edificio, con una original estructura a la vez plástica y funcional. Esta planta, de 800 m², albergaba los lavaderos y otras zonas de servicios, y actuaba a la vez como regulador térmico, aislando el edificio de las temperaturas extremas, tanto de invierno como de verano. Para ello, el arquitecto se inspiró en la típica buhardilla de la masía catalana, pero con un nuevo diseño basado en arcos parabólicos, que en una sucesión de 270 arcos de ladrillo crean una estructura autosustentante que no necesita columnas ni muros de carga, y que consiguen un espacio diáfano que crea un corredor a todo lo largo del edificio. Estos arcos se unen en el techo en una especie de espina dorsal que recuerda el esqueleto de algún animal o la estructura de un barco dispuesta al revés. En su parte exterior, este desván se sitúa unos metros más adentro que la línea de la fachada, y está surcado por dos líneas de pequeñas ventanas, las inferiores un poco más grandes que las superiores. En el espacio entre el desván y la fachada se halla un estrecho paso de ronda que circunvala el edificio, en cuyo recorrido se encuentran cuatro pequeñas cúpulas de perfil parabólico. El desván fue remodelado en 1953 por el arquitecto Francisco Barba Corsini, que creó trece apartamentos de alquiler, de estética moderna y alejados del proyecto gaudiniano. Sin embargo, tras la adquisición del edificio por Caixa Catalunya, en 1996 fue restaurado, devolviéndole el diseño original elaborado por Gaudí, y actualmente acoge el Espai Gaudí (Espacio Gaudí), una exposición sobre la vida y obra del arquitecto, con maquetas y material audiovisual de las principales innovaciones realizadas por el arquitecto catalán.

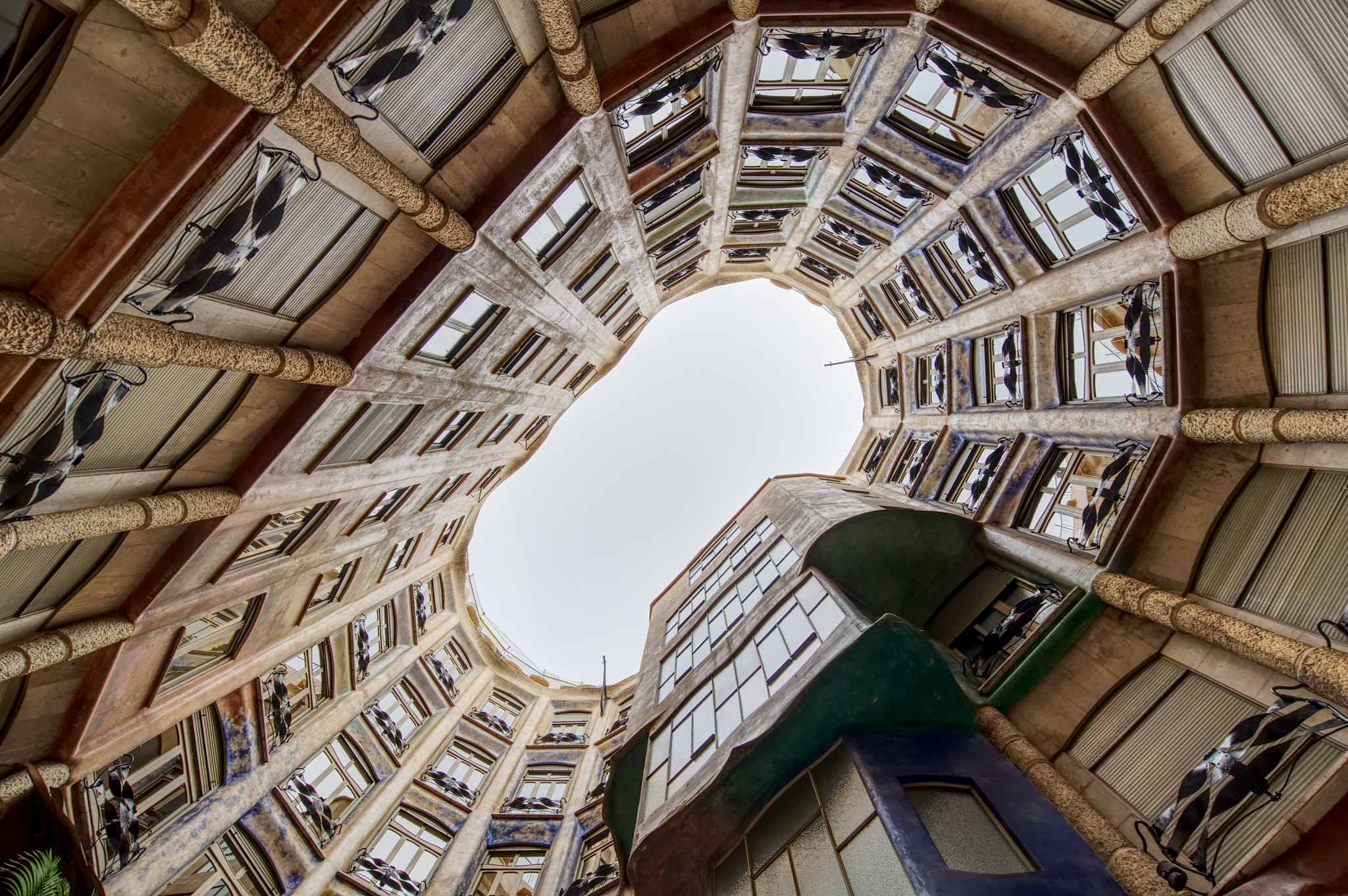
Patio interior
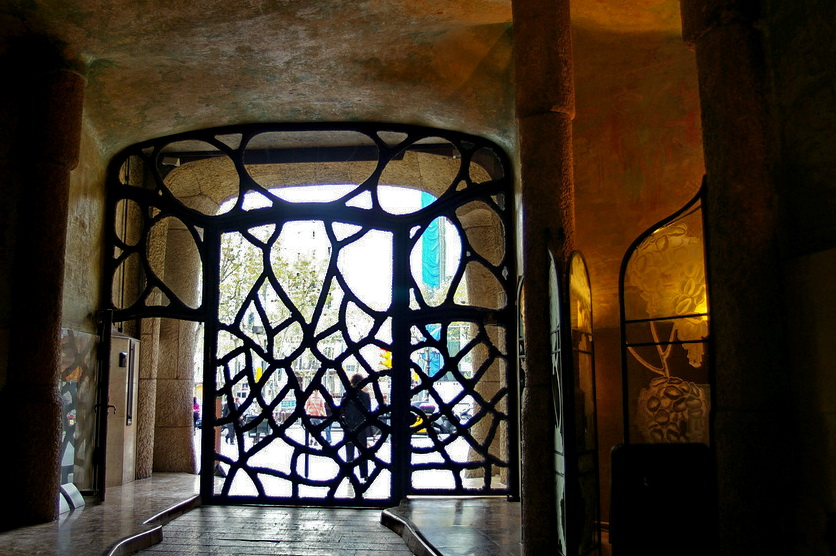
Entrada
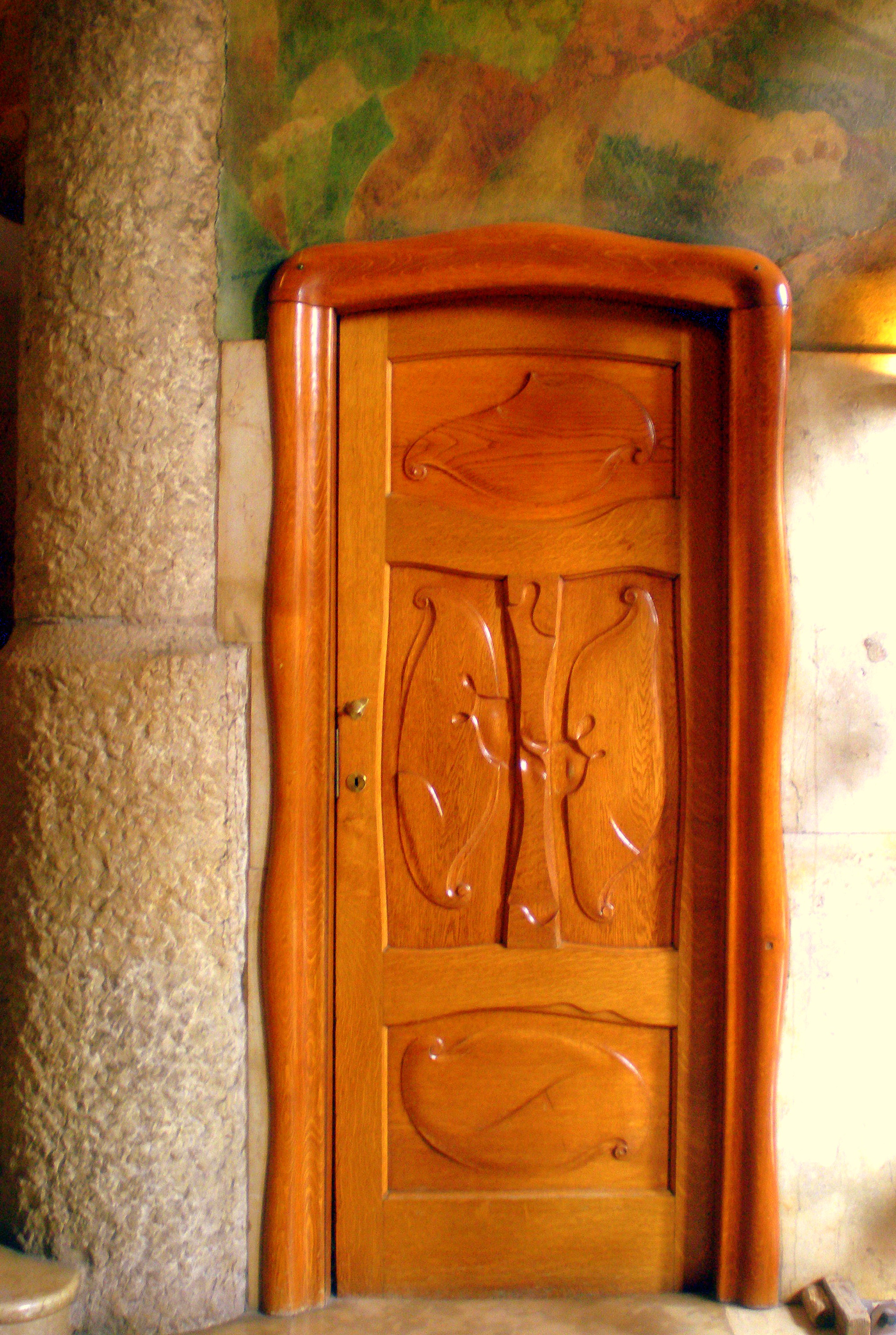
Puerta del piso principal
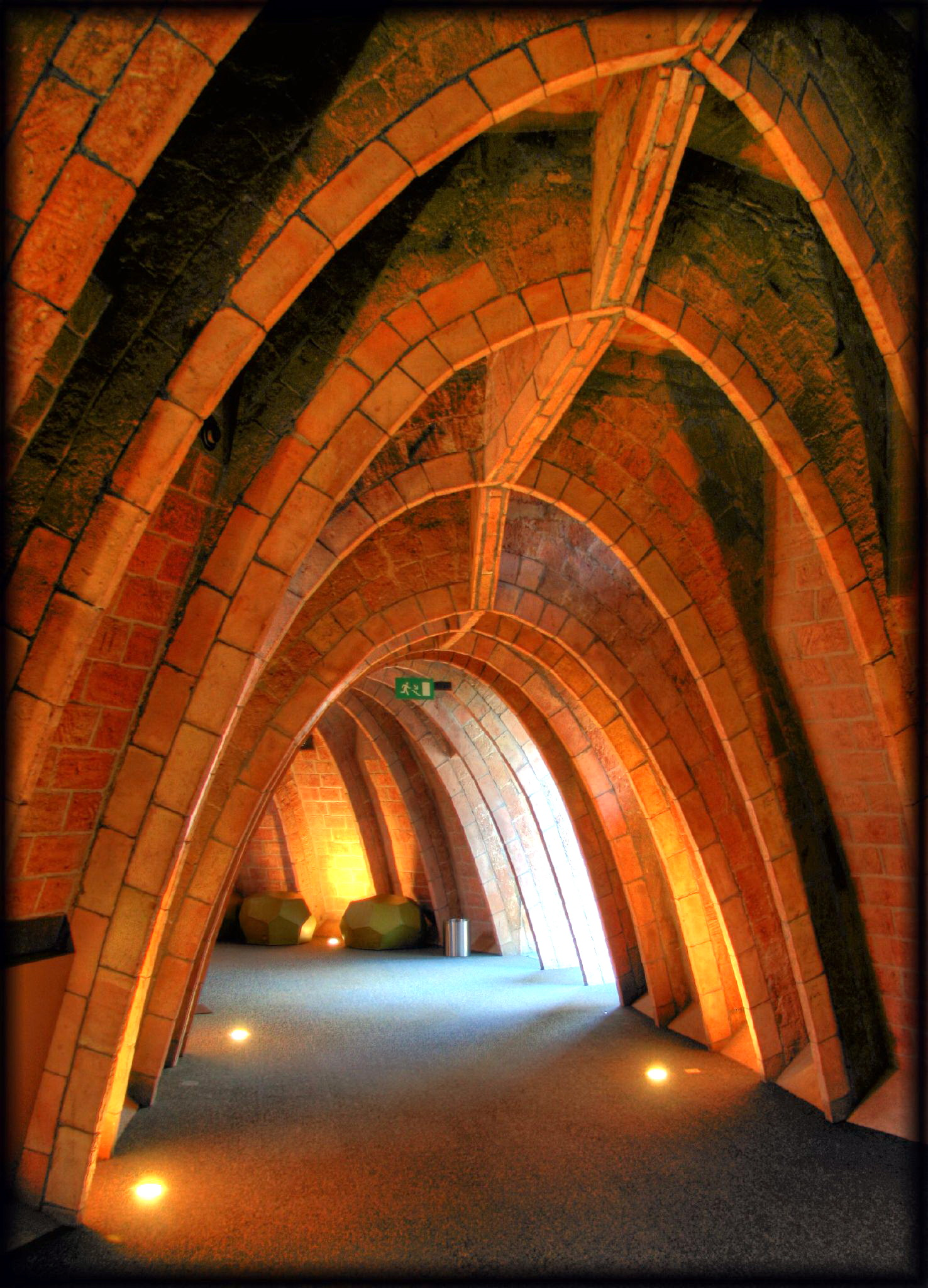
Arcos catenarios del desván
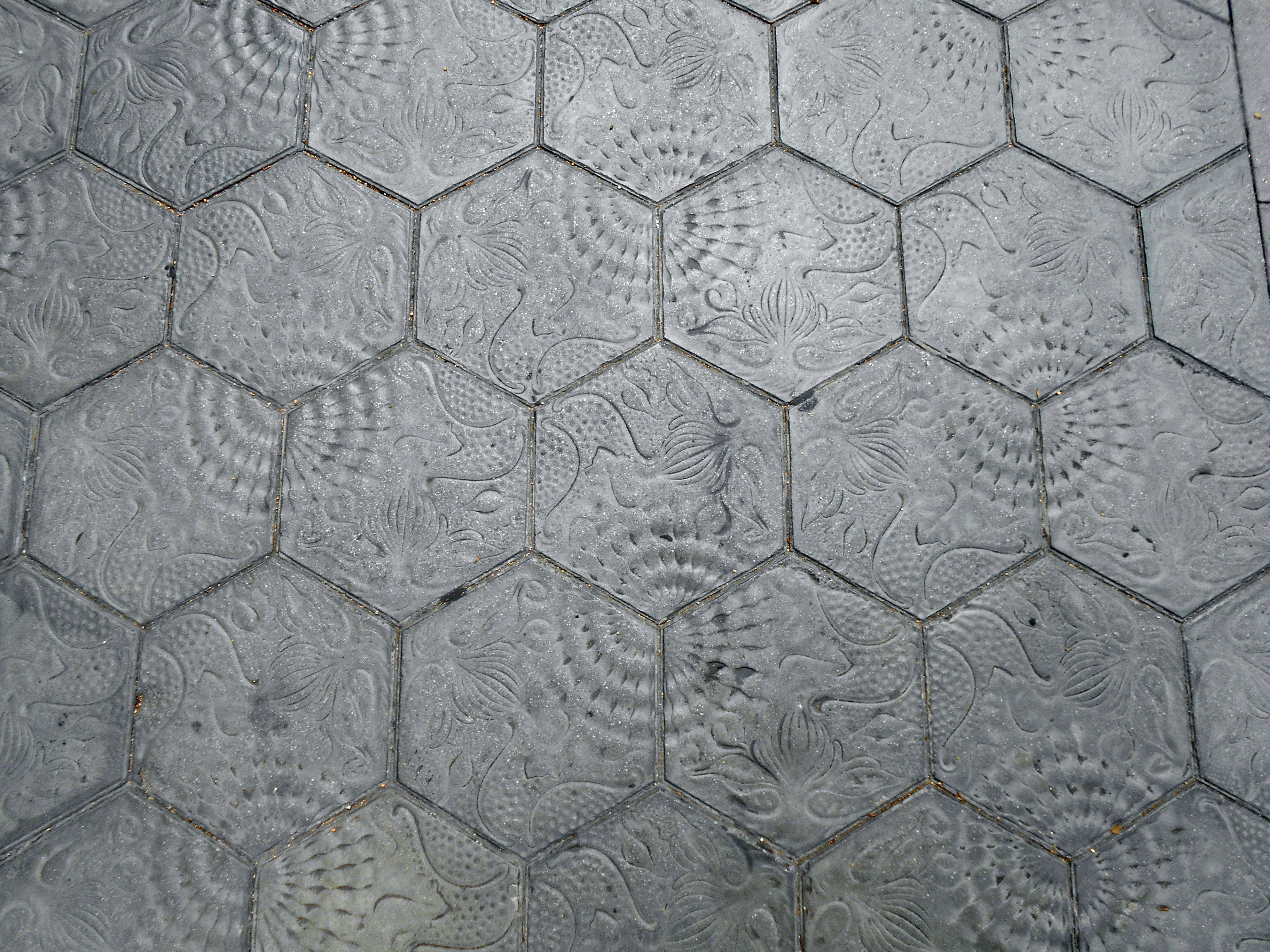
Loseta Gaudí

### Azotea

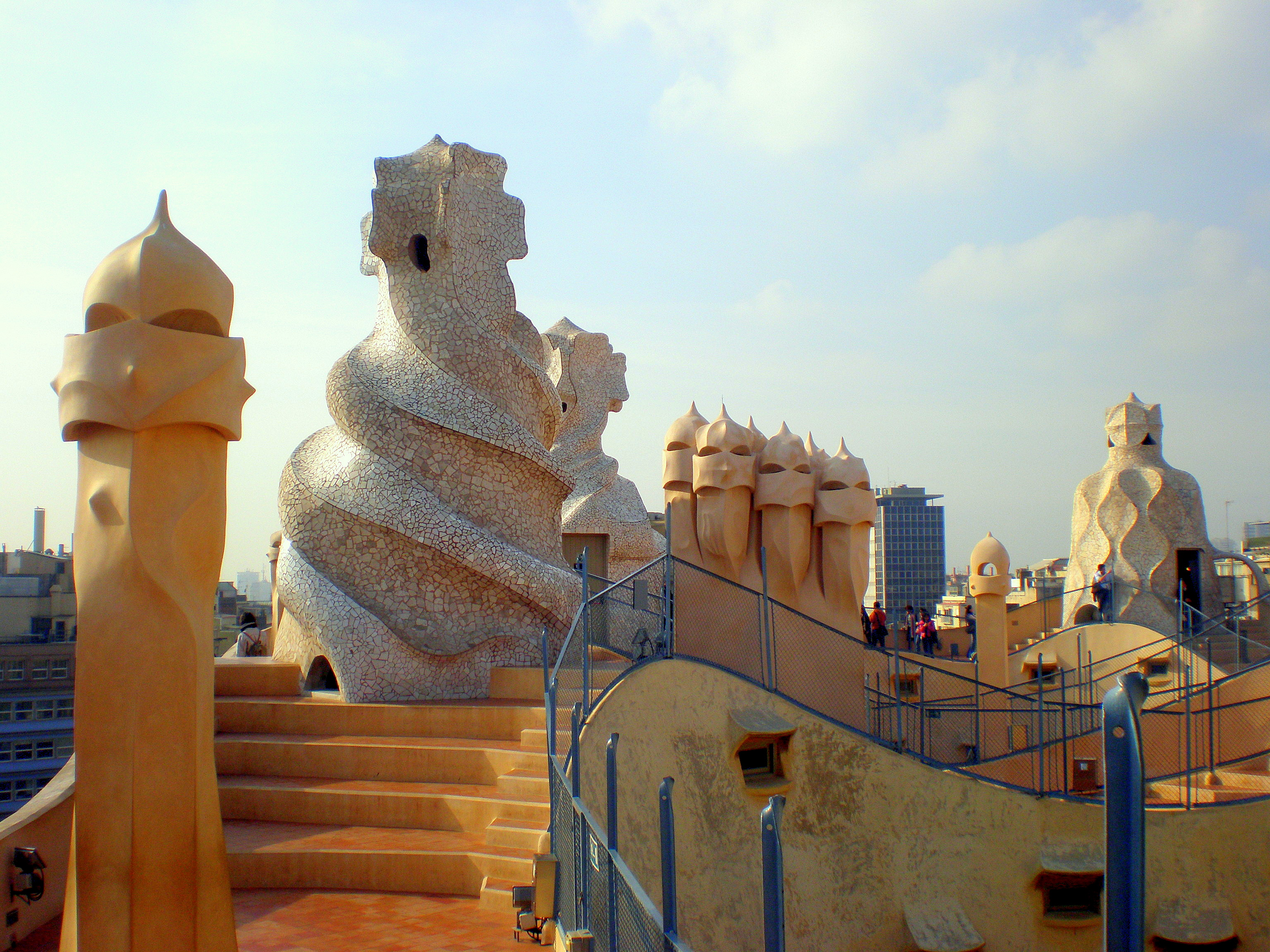
Azotea

El edificio se encuentra coronado por una azotea situada sobre el desván, donde Gaudí situó las salidas de escalera, las chimeneas y las torres de ventilación, que por sus originales formas y diseño innovador crean un auténtico jardín de esculturas al aire libre. La terraza está compuesta de varias secciones de diferentes volúmenes y niveles, cuyos desfases están comunicados por pequeños tramos de escaleras, y que crean un espacio de singular originalidad, que es a la vez funcional y estético, dos de las premisas clave del arquitecto. Estos desniveles de la azotea se deben a la distinta altura de los arcos del desván, lo que genera una terraza de formas sinuosas que, junto al diseño de corte fantástico de los elementos verticales que allí surgen, genera un espacio singular y original, que ha provocado multitud de interpretaciones diversas por parte de escritores, historiadores y críticos de arte: George Collins, por ejemplo, lo calificó de Wonderland («país de las maravillas»).
En la azotea se encuentran un total de 30 chimeneas, dos torres de ventilación y seis salidas de escalera, diseñadas con diferentes soluciones estilísticas. Las salidas de escalera parten del desván a través de unos cuerpos cilíndricos que albergan escaleras de caracol, y que en la azotea se convierten en pequeñas torres de forma cónica, de hasta 7,80 metros de altura, construidas en ladrillo revocado de mortero de cal, con un revestimiento de trencadís —el original diseño compuesto de piezas de cerámica que Gaudí había usado ya en varias obras suyas, como el banco corrido del parque Güell— las cuatro que dan a la calle, y con un acabado de estuco ocre las dos que dan al interior de la manzana. A su vez, las dos más visibles desde la calle —las del chaflán— presentan en su tronco una ondulación de forma helicoidal, mientras que el resto tienen un cuerpo de forma acampanada. Por último, todas las salidas de escalera están rematadas con la típica cruz gaudiniana de cuatro brazos, aunque con un diseño diferente para cada torre.
Las torres de ventilación se encuentran en la fachada posterior que da al interior de la manzana, y son las salidas de los conductos de ventilación que parten del sótano. Son de ladrillo revocado con mortero de color amarillo, y presentan distinto diseño: una tiene 5,40 metros de altura, con forma hexagonal semejante a una copa cubierta, perforada con dos agujeros de forma ovalada; la otra, de 5,60 metros, tiene una original forma de ondulaciones orgánicas, semejante a varias máscaras superpuestas, como varias cintas de Moebius con agujeros en su parte central. Las formas abstractas de estas torres han sido consideradas por muchos estudiosos como un antecedente de la escultura abstracta del siglo XX. Salvador Dalí era un gran admirador de estas torres, con las que se fotografió en 1951.
Por último, las chimeneas son uno de los elementos más famosos y singulares de la azotea, y que más ha generado todo tipo de elucubraciones e hipótesis sobre su origen y simbolismo. Hay un total de 30 chimeneas, dispuestas en grupos o de forma individual, y esparcidas a todo lo largo de la terraza. Construidas en ladrillo revocado de mortero de color ocre, presentan un cuerpo que gira sobre sí mismo en forma helicoidal, y rematadas con una pequeña cúpula que, en la mayoría de casos tiene una forma parecida a un casco de guerrero, aunque hay unas pocas con distinto diseño, como unas que parecen la copa de un árbol, elaboradas con trozos de botellas de cava de color verde. Asimismo, en una de las chimeneas Gaudí situó un corazón que apunta hacia Reus, su lugar de nacimiento, mientras que en el otro lado un corazón y una lágrima apuntan hacia la Sagrada Familia, hecho que algunos expertos interpretan como señal de tristeza por no poder verla acabada; algunas otras chimeneas presentan cruces, letras equis y otros diversos signos del enigmático universo simbólico de Gaudí. La forma de las chimeneas ha sido reproducida en numerosos elementos relativos a Gaudí, como en los soldados romanos del grupo de la Verónica situado en la fachada de la Pasión de la Sagrada Familia, que el escultor Josep Maria Subirachs realizó en homenaje al arquitecto. El director de cine George Lucas se inspiró también en ellas para los cascos de los soldados imperiales y del malvado Darth Vader en la saga Star Wars. Asimismo, este elemento iconográfico fue el elegido para elaborar las estatuillas de los Premios Gaudí, que imparte anualmente la Academia del Cine Catalán, y que consisten en unas figuras de bronce de 35 cm de altura, diseñadas por Montserrat Ribé partiendo de las formas gaudinianas presentes en la azotea de la Pedrera.

#### Interpretación simbólica
El filósofo y escritor Josep Maria Carandell ofrece en su obra La Pedrera, cosmos de Gaudí una interpretación simbólica de la azotea de la Casa Milà basada en conceptos religiosos, cosmogónicos y literarios. Para este autor, la azotea sería un auto sacramental (una obra dramática en celebración del Corpus Christi), una escenificación del origen de la vida y la familia sublimado por la revelación divina. Según esta hipótesis, el carácter teatral de la terraza estaría originado por dos obras dramáticas, La vida es sueño de Pedro Calderón de la Barca —como en el vestíbulo del edificio— y el Hamlet de William Shakespeare, mientras que tendría continuidad igualmente la presencia de Las metamorfosis de Ovidio, por el aspecto cambiante y sinuoso de la azotea. En Cataluña, es tradicional la presencia en las procesiones de Corpus de gigantes y cabezudos, o figuras animales como dragones y víboras, y esa sería la intención de Gaudí para la azotea de la Pedrera. Así, las salidas de escalera serían gigantes, cada uno de los cuales asumiría un papel en el auto sacramental: los principales, situados en el chaflán, serían los Padres, con forma de dragón enroscado en sí mismo, siendo el de la derecha la Madre, que es a la vez la madre naturaleza, la madre de familia y la personificación de la Virgen María y, alegóricamente, de la Vida, mientras que el de la izquierda es el Padre, identificado con Dios Creador y como alegoría del Poder; los otros serían los hijos, en dos parejas, simbolizadas por las ventanillas colocadas a sus pies de forma triangular hacia arriba las masculinas y hacia abajo las femeninas, siendo el del paseo de Gracia el «hijo guerrero», el bueno y heroico, que se corresponde con San Miguel (o San Jorge), o bien con Segismundo, el protagonista de La vida es sueño, mientras que en última instancia sería Jesús y, alegóricamente, la Sabiduría; el que da al patio de vecinos es el «hijo escéptico», evidenciado por encontrarse desnudo (no tiene el revestimiento de trencadís que tienen las otras figuras), y que correspondería con Hamlet, el personaje dubitativo e irresoluto; su equivalente, igualmente desvestida, es la «hija loca», que se corresponde con la Ofelia shakespeariana o la Rosaura calderoniana; y la de la calle de Provenza es la «hija sensata», cuyas virtudes asume Estrella, la infanta de La vida es sueño, como alegoría del Amor y el Espíritu Santo (como se demuestra por su forma de tres palomas entrelazadas). Por último, las dos torres de ventilación las identifica Carandell con el Rey y la Reina, siendo el primero la que tiene forma de máscara, que correspondería al Claudio de la obra de Shakespeare o al Basilio de la de Calderón; y la segunda, con forma de copa, sería Gertrudis, la madre de Hamlet, la reina adúltera, que personificaría la Lascivia —de ahí las aberturas en forma de matriz femenina—.

## Críticas y polémicas
El edificio no respetaba ninguna norma de estilo convencional, por lo que recibió muchas críticas. Para empezar, el nombre «La Pedrera» es de hecho un mote asignado por los ciudadanos que censuraban su heterodoxia. Las revistas satíricas eran el principal espacio de difusión de las críticas: Junceda la presentaba en un chiste como una «mona de Pascua»; Ismael Smith insinuaba que había sufrido un terremoto como Mesina; Picarol la asimilaba a un imaginario Valhalla wagneriano o como una defensa antibélica de la guerra de Marruecos, o como un hangar para dirigibles. En su Diario Joaquim Renart hacía un chiste sobre la dificultad de poner colgaduras en los balcones de hierro forjado. También es famosa la anécdota que cuenta que cuando el político francés Georges Clemenceau vino a Barcelona a dar una conferencia, al ver la Pedrera se marchó corriendo sin dar siquiera su discurso, aterrado de que la gente pudiese vivir en un sitio así.
Sin embargo, también tuvo defensores, siendo uno de los primeros Salvador Dalí, quien la reivindicó en la revista Minotaure en 1933, en un artículo titulado De la beauté terrifiante et comestible de l'architecture modern style. Posteriormente, fue alabada por figuras como Le Corbusier, Nikolaus Pevsner, George Collins, Roberto Pane o Alexandre Cirici.